# Jiří Toman
Jiří Toman (né le 5 novembre 1938 à Prague et mort le 20 avril 2020 à Genève) est un juriste tchéco-suisse, expert dans le domaine du droit international. De 1992 à 1998, il est directeur de l'Institut Henry-Dunant à Genève, qu'il a rejoint en 1969, d'abord comme chargé de recherche, puis dans divers postes de direction. De 1998 à 2018, il est professeur à la faculté de droit de l'université de Santa Clara aux États-Unis.

## Biographie
De 1969 à 1972, Jiří Toman est chargé de recherche à l'Institut Henry-Dunant à Genève, le centre de recherches, de formation et d'enseignement du Mouvement international de la Croix-Rouge et du Croissant-Rouge. Il y travaille ensuite jusqu'en 1979 comme directeur de recherches, de 1979 à 1992 comme directeur adjoint et de 1992 à 1998 comme directeur. Il est également consultant auprès de plusieurs organes des Nations unies dans les années 80, notamment de 1983 à 1988 pour l'Organisation des Nations unies pour l'éducation, la science et la culture (UNESCO). De 1985 à 1986, il est consultant pour le Bureau du coordonnateur des Nations unies pour les secours en cas de catastrophe (UNDRO) et en 1986 pour le Centre des Nations unies pour les droits de l’homme.   
Jiří Toman a par ailleurs une longue expérience d'enseignement universitaire. De 1962 à 1970, il est professeur adjoint de droit international dans différentes universités à Prague. De 1977 à 1980, il est maître de conférence à l'Université de Franche-Comté à Besançon où il enseigne le droit international humanitaire. Il est professeur invité à l'université de Santa Clara en Californie (1982 et 1989) et à l'université de Georgetown à Washington, D.C. (1984). De 1998 à 2018, il est professeur à la faculté de droit de l'université de Santa Clara. Par la suite, Jiří Toman exerce comme professeur invité à l'université du Danube Krems.  
En 1995, Jiří Toman  fait partie des douze candidats présentés par le Conseil de sécurité au président de l'Assemblée générale des Nations unies pour l'élection des juges au Tribunal pénal international pour le Rwanda. Les activités de recherche et d'enseignement de Jiří Toman en droit international se concentrent en particulier sur les domaines des droits de l'homme et du droit international humanitaire, ainsi que sur les organisations internationales. 
Jiří Toman meurt, à 81 ans, des suites de la maladie à coronavirus Covid-19 en 2020,. Il est inhumé au cimetière de Stein an der Donau à Krems an der Donau, 

## Formation
Jiří Toman étudie le droit à l'université Charles de Prague de 1956 à 1961, où il  obtient également son doctorat en 1966. Il étudie également à l'Institut universitaire de hautes études internationales de Genève de 1965 à 1970. En 1981, il y obtient son doctorat en sciences politiques. Sa thèse a pour sujet l'Union soviétique et le droit des conflits armés.

## Décorations et distinctions
- Chevalier d'honneur de l'Ordre de Saint-Georges (Habsbourg-Lorraine)[7].

## Publications (sélection)
- (en) Jiří Toman, Index of the Geneva Convention for the Protection of War Victims of 12 August 1949, vol. xxv, Leiden/Genève, A.W. Sijthoff/Henry Dunant Institute, 1973, 194 p. (ISBN 90-286-0653-X).
- Dietrich Schindler et Jiří Toman, Droit des conflits armés: Recueil des conventions, résolutions et autres documents, vol. xliii, Genève, Comité international de la Croix-Rouge/Institut Henry-Dunant, 1996, 1470 p..
- (en) Jiří Toman, The protection of cultural property in the event of armed conflict : commentary on the Convention for the Protection of Cultural Property in the Event of Armed Conflict and its Protocol, signed on 14 May 1954 in The Hague, and on other instruments of international law concerning such protection, vol. xvi, Aldershot/Paris, Brookfield VT: Dartmouth Publishing Company/UNESCO, 1996, 525 p..
- Jiří Toman, La Russie et la Croix-Rouge, 1917-1945 : la Croix-Rouge dans un état révolutionnaire et l'action du CICR en Russie après la Révolution d'octobre 1917, Genève, Institut Henry-Dunant, 1997, 89 p..
- Jiří Toman, Les biens culturels en temps de guerre : quel progrès en faveur de leur protection ? Commentaire article-par-article du Deuxième Protocole de 1999 relatif à la Convention de La Haye de 1954 pour la protection des biens culturels en cas de conflit armé, Paris, Éditions UNESCO, 2015, 1110 p. (lire en ligne).